# Art Cross
Art Cross (Jersey City, 24 januari 1918 - LaPorte, 15 april 2005) was een Amerikaans Formule 1-coureur.
Hij reed viermaal een Grands Prix; de Indianapolis 500 van 1952 t/m 1955. Zijn beste prestatie was de tweede plaats in 1953. Daarnaast werd hij ook vijfde in zijn debuutjaar, 1952.
Cross kreeg een Purple Heart voor zijn verdiensten bij het Ardennenoffensief in de Tweede Wereldoorlog.